# Château du Vernet (Perpignan)
Pour les articles homonymes, voir Château du Vernet.
 (novembre 2020).
Si vous disposez d'ouvrages ou d'articles de référence ou si vous connaissez des sites web de qualité traitant du thème abordé ici, merci de compléter l'article en donnant les références utiles à sa vérifiabilité et en les liant à la section « Notes et références ».
Le château du Vernet est une fortification militaire médiévale qui donne son nom au quartier du Vernet de Perpignan, dans la région Occitanie.

## Situation
Il est situé au Haut-Vernet, au numéro 289 de l'Avenue du Maréchal Joffre, dans l'espace de la clinique La Roussillonnaise, près du sud-est de l'église Saint-Christophe du Vernet. C'est au bas de la route qui passe par le côté sud de la clinique, cachée derrière les bâtiments du premier rang et la nature elle-même. Il se trouve à côté du Rec del Vernet et du Pià. 

## Description
Il fait actuellement partie de l'ensemble des services destinés aux personnes atteintes de diverses maladies de l'environnement, et le château sert de centre pour les personnes paralysées.
La manière dont le bâtiment de l'ancien château de Vernet a été adapté a indûment masqué l'édifice médiéval, qui reste complètement caché par les réparations modernes du bâtiment.

## Histoire
La villa Vernet est documentée depuis 899, et une lignée Vernet apparaît du Xe siècle au XIIIe siècle, bien qu'à partir du XIIe siècle, cette famille semble enracinée dans la Salanque, probablement à Torreilles, où en 1207 ils sont répertoriés comme co-seigneurs. En 1273, la dernière génération des Vernets meurt sans héritiers : Ponç del Vernet était un frère franciscain à Perpignan, et Anna del Vernet épousa Guillem de Castelnou, de sorte que les possessions des Vernet passèrent entre les mains de la lignée Castelnou.